# Do It (chanson de Chloe x Halle)
Pour les articles homonymes, voir Do It.
Singles de Chloe x Halle
Catch Up
(2020) Forgive Me (en)
(2020)
Do It est une chanson du duo de R&B américain Chloe x Halle sortie le 14 mai 2020.

## Promotion
Le 7 juin 2020, Chloe x Halle chantent Do It pendant l'événement virtuel Dear Class of 2020 (en) qui est diffusé en direct sur YouTube. Elles interprètent la chanson à la télévision américaine pour la première fois le 16 juin, dans la matinale Today. Le 28 juin, elles chantent les titres Forgive Me (en) et Do It durant la 20e cérémonie (en) des BET Awards.
Le 30 juillet, elles interprètent la chanson dans le bar gay de Los Angeles The Chapel at The Abbey pour la 31e cérémonie (en) des GLAAD Media Awards. Elles sont accompagnées des drag queens américaines Naomi Smalls, Mayhem Miller (en) et Miss Vanjie. Le 18 août, elles chantent une version electropop du titre dans le late-night Jimmy Kimmel Live!.

## Accueil commercial
Dans les classements datés du 21 juin 2020, Do It entre dans le Billboard Hot 100 en 83e position et dans le Hot R&B/Hip-Hop Songs en 36e position. Elle est la première chanson de Chloe x Halle qui se classe dans le Hot 100 et le premier succès du groupe à la radio américaine. Au mois d'août 2020, elle atteint le top dix du Hot R&B/Hip-Hop Airplay et se classe pendant deux semaines à la quatrième place du Hot R&B Songs (en).

## Classements hebdomadaires
| Classement (2020)                   | Meilleure position |
| ----------------------------------- | ------------------ |
| États-Unis (Hot 100)                | 63                 |
| États-Unis (Digital Songs)          | 36                 |
| États-Unis (Mainstream R&B/Hip-Hop) | 4                  |
| États-Unis (R&B Songs)              | 4                  |
| États-Unis (R&B/Hip-Hop Airplay)    | 6                  |
| États-Unis (R&B/Hip-Hop Songs)      | 23                 |
| États-Unis (Radio Songs)            | 42                 |
| États-Unis (Rhythmic Songs)         | 17                 |
| Global 200                          | 135                |
| Nouvelle-Zélande (Hot Singles)      | 20                 |

## Remix
Singles par Chloe x Halle
Forgive Me (en)
(2020)
Singles par Doja Cat
Shimmy (it)
(2020) Baby, I'm Jealous (en)
(2020)
Singles par City Girls
Jobs (it)
(2020)
Singles par Mulatto (en)
Down
(2020)
Le remix de Do It featuring Doja Cat, City Girls et Mulatto (en) sort le 4 septembre 2020.

### Classements hebdomadaires
| Classement (2020)              | Meilleure position |
| ------------------------------ | ------------------ |
| Nouvelle-Zélande (Hot Singles) | 38                 |